# Cantó de Bordèras
El cantó de Bordèras és un cantó francès del departament dels Alts Pirineus, situat al districte de Tarba. Té 11 municipis i el cap cantonal és Bordèras.

## Municipis
- Ibòs
- Aurensan
- Badèth
- Bordèras
- Gayan
- La Garda
- Auroish
- Ors Belila
- Pintac
- Sarniguet
- Tarastèish

## Història
| Data d'elecció                           | Identitat        | Partit | Qualitat |
| ---------------------------------------- | ---------------- | ------ | -------- |
| 1985-1992                                | Roger Paul       | PCF    |          |
| 1992-2004                                | Francis Tarissan | PS     |          |
| 2004-                                    | Daniel Frossard  | PS     |          |
| les dades anteriors no són pas conegudes |                  |        |          |
|                                          |                  |        |          |

## Demografia
| 1962  | 1968  | 1975  | 1982   | 1990   | 1999   | 2006   |
| ----- | ----- | ----- | ------ | ------ | ------ | ------ |
| 6.942 | 7.884 | 9.164 | 10.393 | 10.721 | 10.788 | 11.263 |